# Rio Santa Rosa
Rio Santa Rosa är ett vattendrag i Brasilien.   Det ligger i delstaten Rio Grande do Sul, i den södra delen av landet, 1 500 km sydväst om huvudstaden Brasília.
Omgivningarna runt Rio Santa Rosa är en mosaik av jordbruksmark och naturlig växtlighet. Runt Rio Santa Rosa är det ganska glesbefolkat, med 22 invånare per kvadratkilometer.